# Batepá
Batepá és una localitat de São Tomé i Príncipe. Es troba al districte de Mé-Zóchi, al nord-est de l'illa de São Tomé. La seva població és de 129 (2008 est.). L'etimologia de l'assentament és d'origen angolès. Els llocs més propers són Trindade a l'est, Piedade al sud-est i Monte Café, a l'oest.
Fou el lloc on es va produir la massacre de Batepá el 3 de febrer de 1953, que marcà el naixement del sentiment nacionalista Província de São Tomé i Príncipe. Actualment se celebra una diada cada 3 de febrer en memòria de les víctimes.

## Evolució de la població
| 2001 | 2008 |
| 113  | 129  |